# Sindrom zlega sveta
Sindrom zlega sveta je pojav, kjer nasilna vsebina v množičnih medijih prepriča gledalce, da je svet bolj nevaren kot dejansko je. To povzroči željo po večji zaščiti kot je potrebna glede na dejansko nevarnost.